# Álvaro de Villagra
Álvaro de Villagra (Lima, 1558-) fue un corregidor y militar de origen español.

## Primeros años de vida
Era hijo natural de Francisco de Villagra. El historiador José Toribio Medina dice que "sirvió en la guerra desde 'que tuvo disposición personal', a su costa, con sus armas y caballos". Hijo, también, de Ana de la Cueva. Nació en Lima, actual Perú, en 1558.

## Vida pública
El gobernador del reino de Chile, Martín Oñez de Loyola, en 30 de mayo de 1593 le nombró corregidor de Colchagua, que incluía entre otros pueblos a Teno, Malloa.
Fue capitán en la guerra de Arauco. Lizardo Valenzuela, al hacer una síntesis sobre Villagra, dice que "de partida para la guerra del sur, que de día en día se iba haciendo más dura con el alzamiento general de los araucanos, Don Alvaro de Villagra, temiendo por su vida, extendió su testamento ante Toro Mazote el 14 de octubre de 1603".

### Matrimonio e hijos
Fue casado con Ana Mejía, la cual testó viuda, en 1627.Entre sus hijos se encuentran Catalina Villagra, Juana Villagra y Mejía, Francisco Villagra y Juan de Villagra y Mejía.